# Збогом ноћи, збогом зоре
Збогом ноћи, збогом зоре је четврти албум Халида Бешлића. Издат је 1985. године. Издавачка кућа је Дискотон.

## Песме
1. Збогом ноћи, збогом зоре
2. Хир младости (Луда игра)
3. Збогом, најдраже жене
4. Љубав је к’о магла
5. И занесен том љепотом
6. Златне струне
7. Још љубави има
8. Волим те